# Le Luhier
Le Luhier é uma comuna francesa na região administrativa de Borgonha-Franco-Condado, no departamento de Doubs. Estende-se por uma área de 5,21 km². Em 2010 a comuna tinha 228 habitantes (densidade: 43,8 hab./km²).